# Ибрагимовский сельсовет (Башкортостан)
Ибрагимовский сельсовет — муниципальное образование в Чишминском районе Башкортостана.
Согласно Закону о границах, статусе и административных центрах муниципальных образований в Республике Башкортостан имеет статус сельского поселения.

## Состав
с. Ибрагимово,
с. Бикеево,
д. Вишневка,
д. Первомайский,
с. Петряево,
д. Репьевка.

## Население
| 2002  | 2009  | 2010  | 2012  | 2013  | 2014  | 2015  |
| ----- | ----- | ----- | ----- | ----- | ----- | ----- |
| 1666  | ↗1707 | ↘1561 | ↘1529 | ↘1491 | ↘1457 | ↘1419 |
| 2016  | 2017  | 2018  |       |       |       |       |
| ↘1396 | ↘1354 | ↗1358 |       |       |       |       |